# Neil Jenney
 Neil Jenney (* 1945 in Torrington, Connecticut, USA; lebt in New York City) ist ein US-amerikanischer zeitgenössischer Maler und Vertreter des Neuen Realismus in der Malerei, bekannt für seine Bad Paintings.

## Leben und Werk
Neil Jenney ist als Künstler weitgehend ein Autodidakt. Er besuchte das Massachusetts College of Art im Jahr 1964. Im Jahr 1966 zog er nach New York City, wo er seitdem lebt und arbeitet.
Der Stil seiner Malerei wurde von der Kunstkritikerin Marcia Tucker im Jahr 1978 als Bad Painting bezeichnet, eine Beschreibung, die Jenney als treffend akzeptiert.
Jenney beschreibt seinen Stil selbst als realistisch, aber in einer eigenwilligen Verwendung des Wortes, was bedeutet: ein Stil, in dem Erzählungen in einer einfachen Beziehung der Objekte Wahrheiten finden. Seine Bilder erzählen kleine böse oder lustige Geschichten. Geschichten, die sich im Kopf des Betrachter abspielen, wenn er sie sieht und die dargestellten Personen oder Gegenstände in Beziehung zueinander bringt.
Der Beginn seiner Malerei in den Jahren 1969/1967 ist der Zeitraum, in dem der Minimalismus und der Fotorealismus aufkommen, auf den er mit seinem Stil reagiert. Neil Jenney war immer gegen den Fotorealismus in der Malerei.
Die Arbeit Neil Jenneys in dieser Zeit hatte großen Einfluss: Die Kunstkritikerin der New York Times Roberta Smith schrieb "in diesen zwei Jahren half Jenney der gegenständlichen Malerei auf einen neuen Kurs und etablierte Präzedenzfälle für die Kunst der 1970er Jahre, 1980er und 1990er Jahre."
Im Jahr 1972 war er mit vier seiner Bilder Teilnehmer der Documenta 5 in Kassel in der Abteilung Realismus.
Seine Werke gehören zu den Sammlungen bedeutender Museen, unter anderem des Museum of Modern Art, New York, des Metropolitan Museum of Art, New York, des Whitney Museum of American Art, New York, der Corcoran Gallery of Art, Washington, D.C., des Los Angeles County Museum of Art, Los Angeles und Museum of Contemporary Art, Los Angeles.

## Gruppenausstellungen (Auswahl)
- 2015: S.M.S. Shit must stop - Helga Maria Klosterfelde Edition - Berlin
- 2013: Banners - Galerie Gmurzynska - Zürich
- 2011: Bild / Objekt: Neuere Amerikanische Kunst aus der Sammlung - Kunstmuseum Winterthur, Winterthur
- 2010: Another Green World - Carriage Trade, New York City
- 2009: Five Decades Of Passion - Part Two: The Founding Of The Center, 1989–1991 - Fisher Landau Center For Art, New York City
- 2008: Bad Painting - good art - Museum Moderner Kunst Stiftung Ludwig - MUMOK, Vienna
- 2007: Lugares e materiais: colecção da fundação de Serralves - Museu Serralves – Museu de Arte Contemporânea, Porto
- 2006: Selections from the Collection of Edward R. Broida - The National Gallery of Art, Washington
- 2005: Zoo Story: An exhibition of animals in art - for the young and the young at heart - Fisher Landau Center For Art, New York City